# Anaxagoras

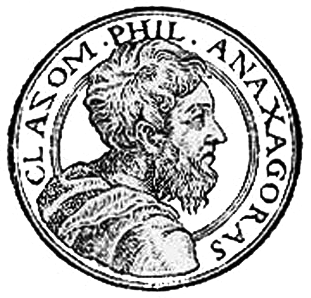
Anaxagoras

Anaxagóras (grekiska Αναξαγόρας, latinskt uttal: Anaxágoras), född 500/488 i Klazomenai, död i exil 428 f.Kr., var en grekisk filosof, försokratiker som kom till Aten 464 f.Kr.

## Historia
Anaxagoras hade studerat Anaximenes läror i Miletos och umgicks i Aten med bland andra politikern Perikles och poeten Euripides. Han grundade en skola, som de flesta filosoferna, och bedrev undervisning i trettio år. Han blev bedömd som kättare och dömd till döden för sina läror, men han räddades av Perikles som omvandlade straffet till utvisning. Orsaken var att han ansåg att stjärnorna, solen, månen och jorden är gjorda av samma materia och att solen är en varm glödande kropp.
Under den tid Anaxagoras satt fängslad runt 450 f.Kr. arbetade han med frågan om man med hjälp av passare och linjal kan konstruera en kvadrat med samma area som en given cirkel, vad som brukar kallas problemet rörande cirkelns kvadratur och han anses vara den förste som skrivit om detta problem.
I sin bok Peri physeos menar Anaxagoras att det finns ett oändligt antal av de enkla element som han kallade frön eller spermata och att allting var uppbyggt av detta och att någonting inte kan uppkomma ur ingenting. Ett känt uttryck är Allt är i allt, med vilket han menar att allt som något kan bli, har dessa beståndsdelar i sig. Till skillnad från andra antika tänkare som sökte ett urämne trodde Anaxagoras att det fanns ett oändligt antal urämnen.
Anaxagoras hade vetenskapliga tankar runt termodynamik och rörelselära trots att han alltså levde kring 2 000 år före Newton. Han insåg till exempel att för att en rörelse ska uppkomma hos ett objekt, måste en yttre kraft (nous = sinne) påverka det. För honom var jorden en platt skiva. Han hade också många vetenskapliga förklaringar av fenomen som solförmörkelse, regnbågen och alltings uppbyggelse.
Enligt Diogenes Laertius var han den förste som satte sinnet före tingen. Anaxagoras menade att allting fanns, men var i kaos och när nous, sinnet, kom in i kaos blev det ordning. Platon och Aristoteles aktade Anaxagoras då han var den förste som använde förnuftet som ursprung till allt; även om de var besvikna över att han inte drog det till sin spets.

## Utmärkelser
Nedslagskratern Anaxagoras på månen och asteroiden 4180 Anaxagoras är uppkallade efter honom.